# Зденаць (Тоунь)
45°15′ пн. ш. 15°20′ сх. д. / 45.25° пн. ш. 15.33° сх. д.
Зденаць (хорв. Zdenac) — населений пункт у Хорватії, у Карловацькій жупанії у складі громади Тоунь.

## Населення
Населення за даними перепису 2011 року становило 210 осіб.
Динаміка чисельності населення поселення: